# Tamás Mendelényi
Tamás Mendelényi (Budimpešta, 2. svibnja 1936. – Várgesztes, 6. rujna 1999.) - mađarski mačevalac, olimpijski prvak i trener. Oženio se za Judit Ágoston-Mendelényi također olimpijsku pobjednicu u mačevanju. 
Od 1950. godine bio je mačevalac kluba Ganz Vasasa, zatim od 1954. Budimpešta Vasasa, a 1956. Budimpešta Honveda te od 1957. budimpeštanskoga VSC-a. Godine 1956. postao je prvak na Svjetskome prvenstvu mladih, a od tada je igrao u mađarskoj reprezentaciji. 
Dva puta je bio svjetski prvak i olimpijski pobjednik kao dio mađarskog tima na Olimpijskim igrama u Rimu 1960. godine. Najbolji pojedinačni rezultat mu je drugo mjesto na Svjetskom prvenstvu u Parizu 1959. godine. Povukao se iz aktivnoga bavljenja mačevanjem prije Olimpijskih igara u Tokiju 1964. godine.